# مزود البريد الإلكتروني
مزود البريد الإلكتروني أو مزود خدمة البريد الإلكتروني (بالإنجليزية: Mailbox provider) هو مزود خدمة استضافة البريد الإلكتروني. ينفذ خوادم البريد الإلكتروني لإرسال واستقبال وقبول وتخزين البريد الإلكتروني للمؤسسات الأخرى أو المستخدمين النهائيين، نيابة عنهم.
وقد صاغ مصطلح "مزود خدمة البريد" في وثيقة هندسة بريد الإنترنت RFC 5598.

## الأنواع

### مزود خدمة البريد الإلكتروني المجاني
بريد إيه أو إل وهوتميل ولايكوس وميل دوت كوم وبريد ياهو! من بين مزودي حسابات البريد الإلكتروني المجانية في البداية والتي تم إطلاقها في التسعينيات، تم انضمام جي ميل إليهم في عام 2004. يجذبون المستخدمين لأنها مجانية ويمكنهم الإعلان عن خدمتهم في كل رسالة. وفقًا لجورفتسون، نمت هوتميل من الصفر إلى 12 مليون مستخدم في 18 شهرًا. كان ذلك قبل أن يتم شراؤها من قبل مايكروسوفت.[بحاجة لمصدر]

### مزود خدمة البريد الإلكتروني المدفوع
مزود خدمة البريد الإلكتروني المدفوع، هي بديل أفضل للبريد الإلكتروني الذي يستند إلى مزود خدمة الإنترنت. وعلى الرغم من أنها أقل شعبية من البريد المجاني، إلا أنها تستهدف فئة من المستخدمين المحددة.[بحاجة لمصدر]